# Вілле Рітола
Ві́льо (В́ілле) Е́йно Р́ітола (фін. Ville Ritola, нар. 18 січня 1896 — пом. 24 квітня 1982) — фінський легкоатлет, олімпійський чемпіон.

## Виступи на Олімпіадах
| Олімпіада      | Дисципліна                          | Місце  |
| -------------- | ----------------------------------- | ------ |
| Париж 1924     | біг на 5 000 метрів                 | 2      |
| Париж 1924     | біг на 10 000 метрів                | 1      |
| Париж 1924     | стипль-чез                          | 1      |
| Париж 1924     | командний біг на 3 000 метрів       | 1      |
| Париж 1924     | крос 5 000 метрів (особистий залік) | 2      |
| Париж 1924     | крос 5 000 метрів (командний залік) | 1      |
| Амстердам 1928 | біг на 5 000 метрів                 | 1      |
| Амстердам 1928 | біг на 10 000 метрів                | 2      |
| Амстердам 1928 | стипль-чез                          | участь |